# کمرن (کارولینای شمالی)
کمرن (به انگلیسی: Cameron) شهری در ایالت کارولینای شمالی کشور ایالات متحده آمریکا است که جمعیت آن در سرشماری سال ۲۰۱۰ میلادی، ۲۸۵ نفر بوده‌است.